# 觯

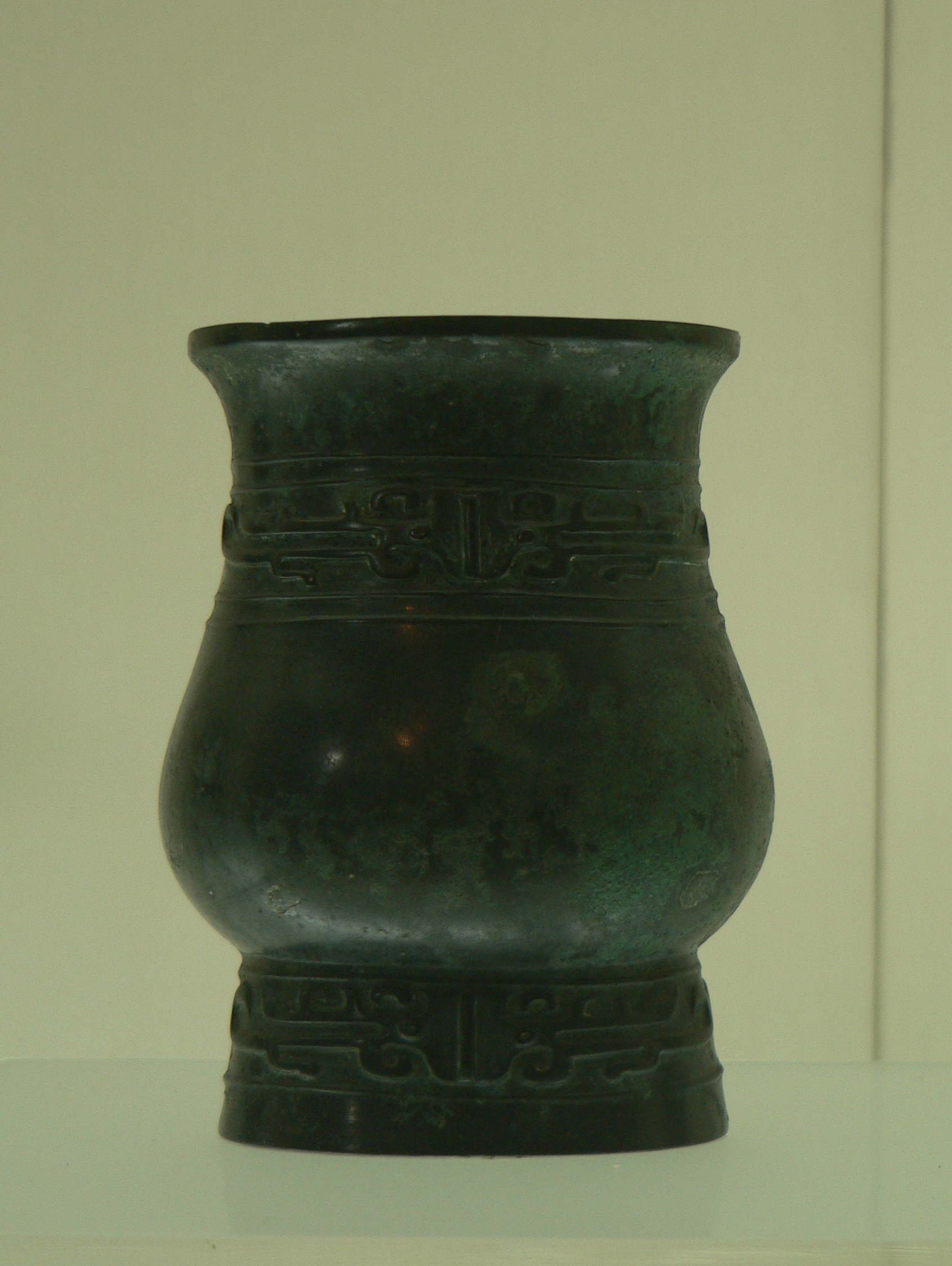
兽面纹觯，1964年北窑庞家沟出土，摄于洛阳博物馆

觯（读作“志”）是中国古代礼器中的一种，做盛酒用。流行于商朝晚期和西周早期。
商朝时，觯为小瓶形状，大多有盖子，圆腹，侈口，圈足。西周时出现方柱形的觯，春秋时演变成长身，形状像觚。

## 外部連結
[在维基数据编辑]
 《欽定古今圖書集成·經濟彙編·考工典·觶部》，出自陈梦雷《古今圖書集成》